# Marlyn Wescoff

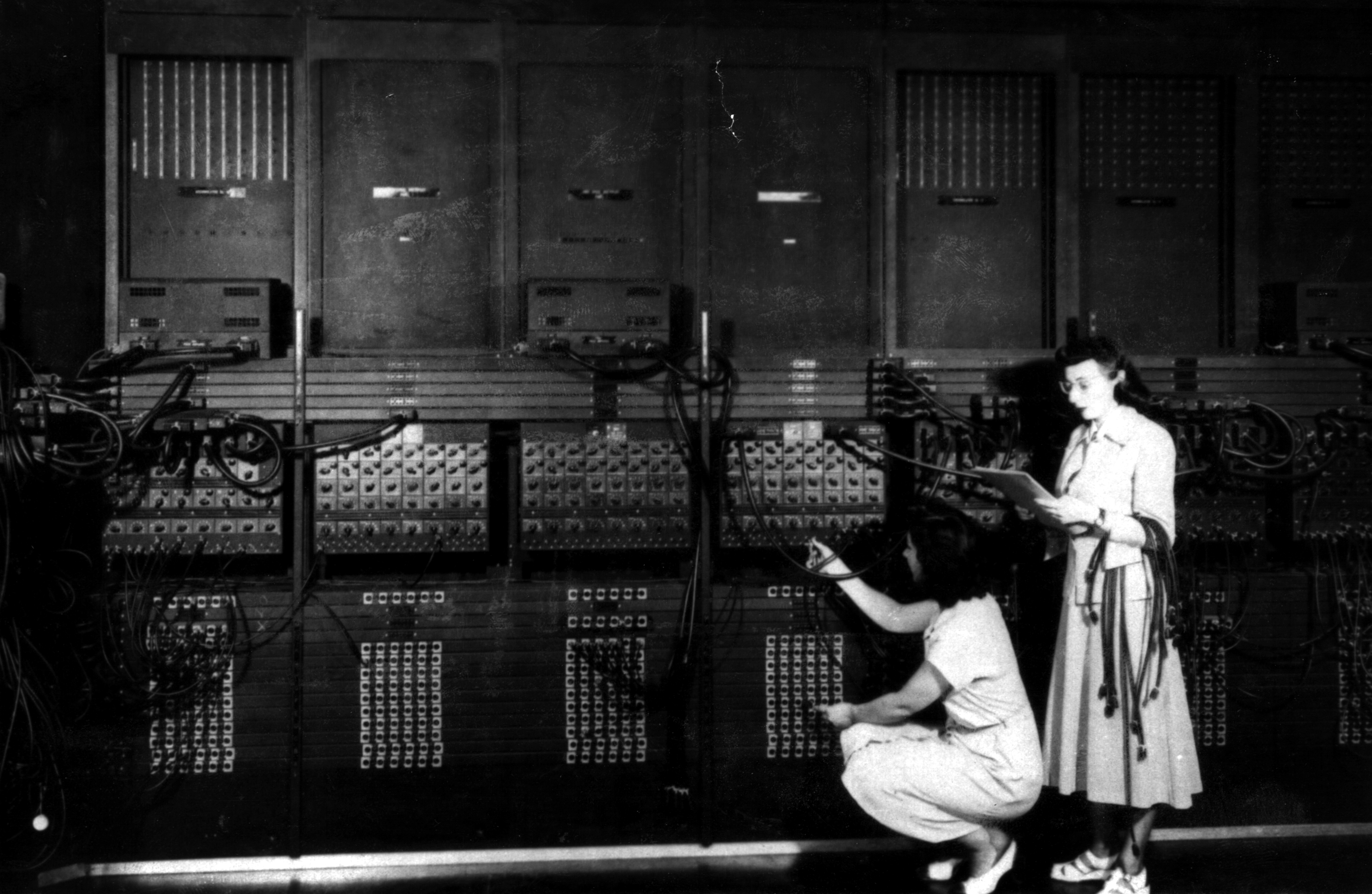
Ruth Teitelbaum (på huk) och Marlyn Wescoff (stående) i arbete med ENIAC 1946.

Marlyn Wescoff Meltzer, född 1922 i Philadelphia, död 7 december 2008 i Yardley i Pennsylvania, var en amerikansk programmerare och matematiker.
Tillsammans med matematikerna Jean Bartik, Betty Holberton, Kay McNulty, Frances V. Spence och Ruth Teitelbaum rekryterades hon 1945 av den amerikanska armén för att arbeta med ett hemligt projekt. Projektet var världens första elektroniska dator Electronic Numerical Integrator And Computer (ENIAC). Syftet med ENIAC var att göra avancerade beräkningar på projektilbanor. De sex kvinnorna kan sägas vara de första i världen att programmera en faktisk dator. Inledningsvis fick de inte se ENIAC eftersom de inte hade rätt säkerhetsklassificering och beräkningarna gjordes i stället ifrån tryckta kopplingsscheman som beskrev datorn. När ENIAC visades upp för första gången i februari 1946 skapade den stora rubriker i media över hela världen. Kvinnorna som programmerat ENIAC nämndes dock inte vid namn och de blev inte inbjudna till den efterföljande middagen. Detta resulterade i att de inte heller omnämndes i några av tidningsartiklarna och deras insats föll i glömska. Det var inte förrän 1996 som deras insatser började åter började uppmärksammas och kunde ta plats i den tekniska historien.